# Stichopogon auritinctus
Stichopogon auritinctus är en tvåvingeart som beskrevs av Abbassian-lintzen 1964. Stichopogon auritinctus ingår i släktet Stichopogon och familjen rovflugor. Inga underarter finns listade i Catalogue of Life.